# Aegialomys galapagoensis
Aegialomys galapagoensis är en däggdjursart som först beskrevs av Waterhouse 1839.  Aegialomys galapagoensis ingår i släktet Aegialomys och familjen hamsterartade gnagare.

## Utbredning och taxonomi
Arten är bara känd från Galápagosöarna. I Waterhouses beskrivning av arten förtecknades att holotypen kom från ön Santa Cruz men senare expeditioner hittade denna risråtta bara på Isla Santa Fe och på San Cristóbal. Populationerna av dessa två öar betraktas av några zoologer som olika arter eller underarter.
- A. g. galapagoensis (Waterhouse, 1839) på San Cristóbal
- A. g. bauri (Allen, 1892) på Isla Santa Fe

Däremot finns inga underarter listade i Catalogue of Life och Mammal Species of the World. Enligt en nyare taxonomi ska Oryzomys galapagoensis tillsammans med arten Oryzomys xanthaeolus flyttas till ett eget släkte, Aegialomys.
Underarten på San Cristóbal är utdöd på grund av att den inte klarade konkurrensen av introducerade gnagare som svartråtta och husmus.
Aegialomys galapagoensis kan inte förväxlas med Galapagosrisråttor (Nesoryzomys). De senare lever inte på Isla Santa Fe.

## Utseende
Arten liknar andra risråttor i utseende. Den har brun päls på ovansidan och något ljusare päls på undersidan. Honor är med en kroppslängd (huvud och bål) av cirka 108 mm och en vikt av cirka 55 g mindre än hanar. De senare når ungefär 118 mm kroppslängd och väger cirka 74 g. Därtill kommer hos båda kön en ungefär lika lång smal svans som är bara glest täckt med hår.

## Ekologi
Landskapet på Isla Santa Fe liknar en öken med kaktusar och några enstaka träd. Den högsta punkten ligger 259 meter över havet.
Aegialomys galapagoensis är aktiv mellan skymningen och gryningen och den vistas främst på marken. Den äter bland annat insekter, unga växtskott (till exempel från växter av släktet Cryptocarpus) och rester av fiskar som fiskare lämnade på marken. Allmänt antas att den är opportunistisk i födovalet liksom andra risråttor. Artens naturliga fiender är Galápagosvråk och jorduggla. Dessutom dokumenterades att en unge föll offer för en mångfoting av arten Scolopendra galapagoensis.
Angående parningstiden avvikande uppgifter. Enligt en studie sker parningen under den varma tiden mellan januari och maj medan en annan studie skriver att honor kan ha flera kullar per år. Per kull föds oftast tre till fem ungar. Ungarna föds nakna och blinda. De öppnar sina ögon efter cirka 9 dagar och börjar efter ungefär 13 dagar med fast föda. Andra uppgifter om fortplantningssättet saknas men hos nära besläktade risråttor som lever i Sydamerika är honor cirka 25 dagar dräktig och de diar sina ungar ungefär två veckor. De äldsta kända individerna av Oryzomys galapagoensis var två år gamla.
Antagligen sprider denna risråtta, liksom leguanen Conolophus pallidus och olika fågelarter, frön av trädet Bursera graveolens vad som förbättrar trädets situation på ön. Trädets bestånd hade minskat kraftig på grund av introducerade tamgetter. Getterna flyttades 1971 från ön och trädet håller på att återhämta sig.

## Status
Beståndet på Santa Fe är stabilt eller det minskar bara obetydligt. På grund av det begränsade utbredningsområde listas arten av IUCN som sårbar (VU). Viktig är att inga andra gnagare flyttas till ön.